# Елгино (Вологодская область)
Елгино — деревня в Вологодском районе Вологодской области.
Входит в состав Подлесного сельского поселения, с точки зрения административно-территориального деления — в Подлесный сельсовет.
Расстояние по автодороге до районного центра Вологды — 29 км, до центра муниципального образования Огарково — 16 км. Ближайшие населённые пункты — Сестрилка, Погорелка, Мельниково.
По переписи 2002 года население — 12 человек.